# Ngwevu
Ngwevu (лат.) — род завроподоморф из семейства Massospondylidae, чьи окаменелые остатки найдены в геологической формации Эллиот в Южной Африке. В род включают единственный типовой вид — Ngwevu intloko.

## История открытия
Таксон основан на найденном в 1978 году голотипе BP/1/4779 — почти полном скелете с черепом. Образец 30 лет находился в коллекции музея в Йоханнесбурге, и все исследователи, изучавшие его, относили его к виду Massospondylus carinatus. Массоспондил долгое время признавался единственным валидным завроподоморфом нижнеюрских формаций Эллиот и Кларенс в Южной Африке, а также соответствующих формаций в Лесото и Зимбабве. Помимо этого, он является номинальным таксоном самой верхней биозоны Стормбергской супергруппы, так называемой Massospondylus Range Zone.
В 2019 году группа палеонтологов под руководством Кимберли Чэпелл повторно изучила образец BP/1/4779. Он значительно отличался от других экземпляров массоспондила; раньше эти отличия объяснялись моделями роста животного или тем, что образец был раздавлен при фоссилизации. Палеонтологи отвергли эти гипотезы и пришли к выводу, что образец представляет собой новые род и вид. Они определили комбинацию из 16 краниальных и 6 посткраниальных особенностей, по которым диагностируется новый таксон, и по которым его можно отличить от прочих базальных завроподоморф.

## Этимология и описание
Биномен составлен из двух слов на языке коса: ngwevu, серый, и intloko, голова, что является отсылкой к неофициальному прозвищу образца — «серый череп», которым его называло множество учёных, изучавших его раньше.
Ngwevu был бипедальным динозавром с довольно коротким телом, длинной шеей и маленькой квадратной головой. Длина его тела оценивается в 3 метра. Авторы описания заключили, что на момент гибели животное было взрослым, возрастом около 10 лет. С большой долей вероятности зауроподоморф был растительноядным, однако он мог съедать всех животных, которые не могли сбежать с его пути. Это отличает его от более поздних завроподов, которые были исключительно растительноядными.

## Систематика
Авторы описания разместили новый таксон в пределах семейства Massospondylidae, в качестве сестринского таксона азиатского Lufengosaurus huenei. Massospondylidae были биогеографически распространённой группой, представителей которой находят на трёх континентах и в довольно широких временных рамках — от позднего триаса до ранней юры. На протяжении всей истории эволюции группы Пангея оставалась нетронутой, поэтому неудивительно, что филогенетический анализ не выявил каких-либо эндемичных, географически ограниченных подгрупп. Дерево строгого консенсуса восстанавливает группу, состоящую из Coloradisaurus из Южной Америки, Massospondylus kaalae и Ngwevu из южной части Африки и Lufengosaurus huenei из Китая. Эта более крупная группа, в свою очередь, является родственной для группы, включающей Ignavusaurus из южной части Африки и Sarahsaurus из Северной Америки. Одним из незначительных исключений является родственная связь между Leyesaurus и Adeopapposaurus, которые являются южноамериканскими родами.